# Toontastic!
Toontastic! är ett musikalbum från 2001 av den danska musikgruppen Cartoons.

## Låtlista
1. Intro
2. Diddley Dee
3. Litte Red Ridinghood
4. Chirpy Chirpy Cheep Cheep
5. Mama Loo
6. Alehla
7. Hippie From Mississippi
8. Breaking Is Hard To Do
9. Big Coconuts
10. Eany Meany
11. Shooby Dooby Baby